# Lee Batchelor
Pour les articles homonymes, voir Batchelor.
Egerton Lee Batchelor, né le 10 avril 1865 à Adélaïde et mort le 8 octobre 1911 à Warburton, est un syndicaliste et homme politique australien, l'une des figures des débuts du Parti travailliste australien.

## Biographie

### Débuts
Son père, photographe, meurt quand il est très jeune enfant, et Lee Batchelor et ses deux frères sont élevés par leur mère seule. Fasciné par la mécanique, il devient à l'âge de 17 ans apprenti dans une usine d'ingénierie. En 1882 il devient membre du syndicat des ingénieurs à Adélaïde, dont il sera par la suite plusieurs fois président. Délégué au Conseil des syndicats d'Australie-Méridionale à partir de 1889, il y est élu secrétaire en 1893. Dans le même temps, il est « l'une des forces motrices » de la création du Parti travailliste uni d'Australie-Méridionale en 1891, parti fondé pour la représentation politique des syndicats ouvriers. Il est le secrétaire du parti de 1892 à 1896.
Animé par ses convictions chrétiennes, il défend des idées progressistes : accès des ouvriers à de meilleures opportunités d'éducation, de formation et d'emploi ; suffrage féminin ; protection des intérêts des Aborigènes. Surnommé « Batch » par ses amis, il est très populaire auprès de ses électeurs, et respecté pour son énergie, son talent d'organisateur, sa capacité à débattre calmement et efficacement, son intelligence et sa sincérité. S'inscrivant dans l'aile modérée du parti, il n'est pas « doctrinaire », et promeut la coopération avec les membres d'autres partis qui partagent les idées progressistes des travaillistes.
Le jeune parti participe pour la première fois aux élections législatives d'Australie-Méridionale en 1893, et Lee Batchelor est élu député d'Adélaïde-ouest à l'Assemblée d'Australie-Méridionale. Il y est le chef du groupe parlementaire travailliste de 1897 à 1899. En décembre 1899, avec l'accord de son parti, il accepte les postes de ministre de l'Éducation et de ministre de l'Agriculture dans le gouvernement du libéral Frederick Holder, que les travaillistes soutiennent ; il est le seul travailliste dans ce gouvernement. Il crée un droit à une formation universitaire pour les apprentis enseignants.

### Politique fédérale
Les six colonies britanniques d'Australie s'unissent en une fédération en janvier 1901, et Lee Batchelor est élu à la Chambre des représentants aux premières élections fédérales cette même année. Il participe à définir le règlement intérieur du groupe parlementaire fédéral travailliste, et est nommé ministre de l'Intérieur par lorsque les travaillistes parviennent à former leur premier gouvernement fédéral, un éphémère gouvernement minoritaire dirigé par Chris Watson, en 1904. Dans les deux prochains gouvernements travaillistes, menés par Andrew Fisher de 1908 à 1909 et de 1910 à 1913, il est le ministre des Affaires extérieures. À ce titre, il est membre de la délégation australienne à la conférence impériale à Londres en 1911 ; l'Australie n'est pas à cette date un État pleinement indépendant, et sa politique étrangère s'élabore de concert avec celles du Royaume-Uni et des autres dominions de l'Empire britannique.
En 1911, il est fait ministre chargé de la gestion du Territoire du Nord, territoire fédéral dont une grande partie de la population est aborigène. Convaincu que la maltraitance des Aborigènes par les colons est « la page la plus sombre » de l'histoire de l'Australie, il fait établir des réserves pour leur protection et l'amélioration de leurs conditions de vie, et nomme l'anthropologue et médecin Herbert Basedow (en), spécialiste des Aborigènes et promoteur d'idées progressistes à leur égard, au poste de Protecteur et Médecin-en-chef des Aborigènes de ce territoire.
En octobre 1911, il meurt subitement d'une crise cardiaque en escaladant le mont Donna Buang dans le Victoria, à l'âge de 46 ans.